# Route européenne 313
Pour les articles homonymes, voir E313 (homonymie) et Route 313.
La route européenne 313 est une autoroute reliant Anvers à Liège. Cette autoroute longe le canal Albert sur la majorité de sa longueur. Elle est entièrement confondue avec l'autoroute belge A13.

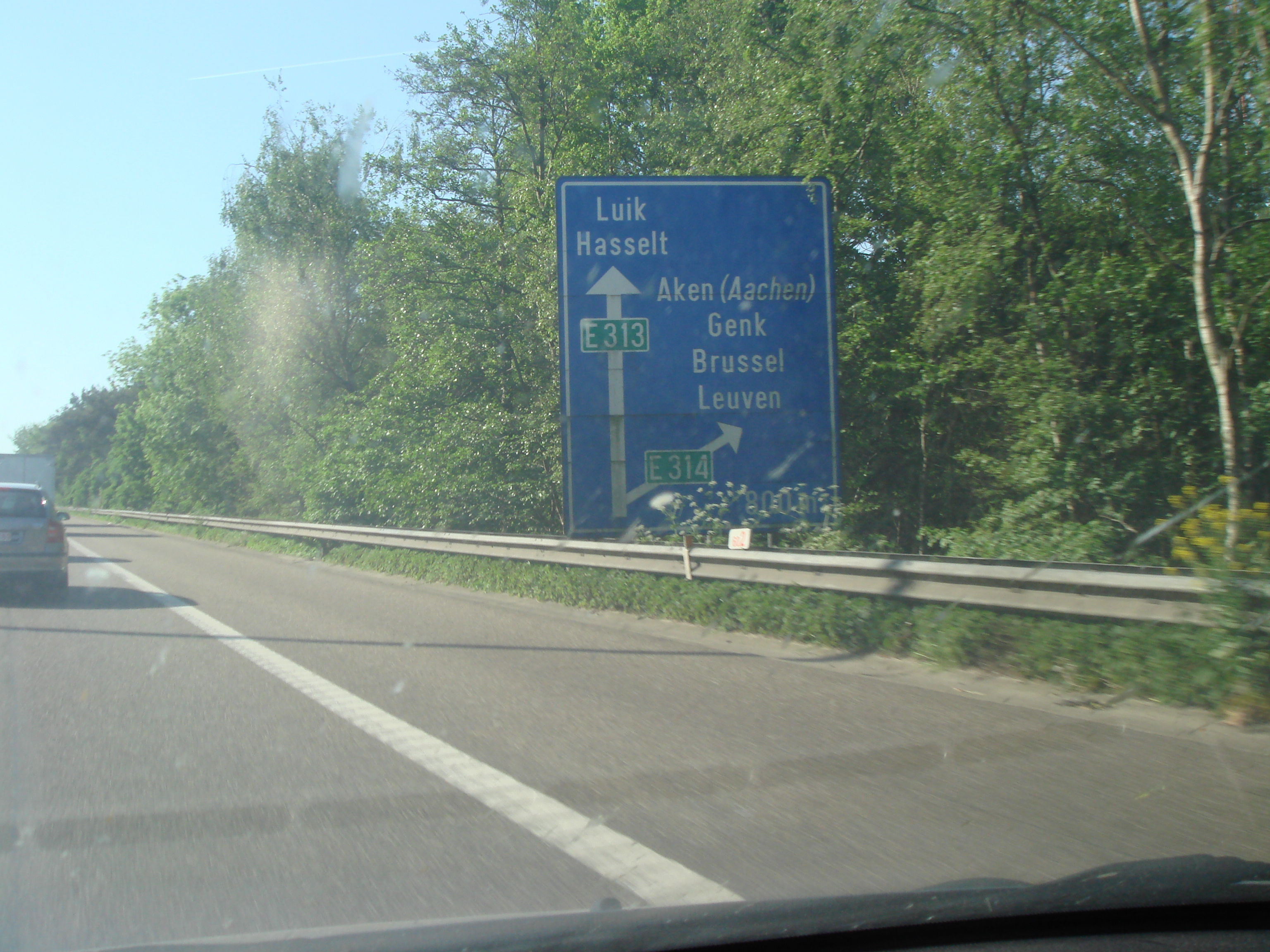
Autoroute E313 au niveau de l'échangeur de Lummen.